# گمینا کورچین
گمینا کورچین (به لهستانی:  Gmina Korycin) یک گمینا در لهستان است که در شهرستان سوکووکا واقع شده‌است. گمینا کورچین ۱۱۷٫۳۲ کیلومتر مربع مساحت و ۳٬۵۲۴ نفر جمعیت دارد.